# Иван-царевич (пьеса)
«Иван-царевич» — незаконченная пьеса А. Н. Островского 1867—1868 годов, которая имела черновое название «Осиновый дух». Самим автором названа как «волшебная сказка в 5 действиях и 16 картинах». При жизни автора так и не была издана. Впервые опубликована в сборнике «Литературный архив. Материалы по истории литературы и общественного движения». Автор дописал только 7 картин, найденные материалы были написаны отчасти карандашом.
П. В. Безобразов отмечает: «Рукописи А. Н. Островского писаны почти все карандашом, а потому недолговечны; следовательно, надо спешить их изучением»

## Сюжет пьесы
Баба Яга рассказывает трём работникам мельницы Иванам сказку. В одном царстве царица не могла забеременеть, и помогла ей старуха, похожая на Бабу Ягу, которая вручила ей волшебную рыбу. А рыбу эту съела не только царица, но и сенная девушка, старуха Корга и кошка, которая доела косточки. У всех в одно время родились сыновья, похожие меж собой и названные Иванами. Испугался царь, что сына его подменят, да и повелел другим трём Иванам к мельнику-колдуну в работники отправляться. Но сына царского уже подменила старуха Корга на своего, а вот Иван-царевич, Иван-девкин и Иван-кошкин отправились на мельницу.
Прошло время и царь стал в истинности сына сомневаться, потому повелел так: того, кто приведёт женой царевну Милолику, златогривого коня и Жар-птицу, и признаю сыном. Но молодцам Иванам помогает кошка-мать, которая даёт сыну ковёр-самолёт и кольцо, которое способно превратить в кого угодно. Это помогает Иванам сбежать от мельника и Корги. Молодцы попадают в лес к Бабе Яге, которая им рассказывает, как вызволить царевну Милолику из Кощеева заточенья, что чтобы коня украсть тихо, нельзя уздечку трогать, а у Жар-птицы — не касаться клетки.
Во владения Кащея Иваны попадают, но не знают, как Кощея победить. Иван-царевич и Милолика влюбляются друг в друга. И Милолика выведывает у Кощея про его смерть. Кощей также говорит, что выдаст Милолику замуж за того, кто достанет ему златогривого коня и Жар-птицу.
Молодцы отправляются на конюшню Калин-Гирея и воруют коня, но забывают наставления Бабы Яги и трогают уздечку. Двух Иванов приковывают к столбу, но Ивану-кошкину удаётся превратится в коня и всех обмануть, а затем превратиться в чорта, и освободить своих братьев.
Далее действия переносятся в индийский тропический лес Додона. Его дочь, увидев Ивана-царевича, понимает, что влюбилась в него. Иван-царевич соглашается взять её в жены, чтобы в храме украсть Жар-птицу. Снова ловят молодцов, и снова всех выручает Иван-кошкин, превратившись сначала в дервиша, затем в царевича и после в слона. Там же молодцы достают и иглу Кощея. А вернувшись к Кощею, убивают его. Иваны удаляются с царевной, девкой-чернавкой, конём и Жар-птицей.
Обманом мельник получает кольцо Ивана-кошкина и отбирает у молодцов все награды, которые отдаёт старухиному Ивану. Но Милолика Ивана не признаёт, Жар-птица не светится, а конь линяет. Царь Аггей сердится, что так происходит.
Но девке-чернавке удаётся забрать кольцо у Ивана-старухина, тогда всё и становится на свои места, а Баба Яга превращается в волшебницу.

## Анализ пьесы
В пьесе сохранены лучшие традиции славянского фольклора:
- неопределённость: «в некотором царстве, некотором государстве», «в давние времена»;
- волшебные предметы: ковёр-самолёт, чудесное кольцо;
- волшебные необычные существа: Жар-птица, златогривый конь, Баба Яга, Кощей, колдун;
- волшебные превращения: Бабы Яги в добрую старуху и волшебницу, кошки в женщину, мельника в колдуна и другие;
- троекратные повторения: три Ивана должны пройти три испытания.

Система персонажей соответствует фольклорной сказке: герой, антагонист, даритель, помощник. А отличает пьесу множество второстепенных персонажей. А. Н. Островский также заимствует элементы немецкой сказки: героя-мельника, и очеловеченную кошку. В пьесе можно уловить и другие заимствования из сказок: например, из русской народной сказки «Иван Коровий сын», из сказки В. А. Жуковского «Об Иване царевиче и Сером Волке». Старостина Г. В. пишет в своём автореферате:
```
"...от прямого цитирования до едва уловимых напоминаний творческой манеры, мотивов, тем, духа, тона произведений народной культуры, древней и новой русской и западноевропейской литературы создаёт эффект карнавализации".
[
6
]
```

М. В. Русакова отмечает, что «Островский стремился использовать сказочную форму пьесы в целях общественнополитической сатиры, он связал также „злободневные“ куплеты с сатирической поэзией 60-х годов»

## Экранизация по мотивам произведения
Киносказка «После дождичка, в четверг...» 1985 года.